# Film in 1930
Dit artikel gaat over de film in het jaar 1930.

## Succesvolste films
| Plaats | Titel                          | Studio                | Opbrengst      | Opbrengst | Opbrengst           | Opbrengst |
| Plaats | Titel                          | Studio                | Internationaal | VS/Canada | Verenigd Koninkrijk | Australië |
| ------ | ------------------------------ | --------------------- | -------------- | --------- | ------------------- | --------- |
| 1.     | Journey's End                  | Tiffany Productions   |                |           |                     |           |
| 2.     | Outward Bound                  | Warner Bros. Pictures |                |           |                     |           |
| 3.     | All Quiet on the Western Front | Universal Pictures    |                |           |                     |           |
| 4.     | Lightnin'                      | 20th Century Fox      |                |           |                     |           |
| 5.     | So This Is London              | 20th Century Fox      |                |           |                     |           |
| 6.     | The Rogue Song                 | Metro-Goldwyn-Mayer   |                |           |                     |           |
| 7.     | The Devil to Pay               | United Artists        |                |           |                     |           |
| 8.     | With Byrd at the South Pole    | Paramount Pictures    |                |           |                     |           |
| 9.     | Tom Sawyer                     | Paramount Pictures    |                |           |                     |           |
| 10.    | The Lady of Scandal            | Metro-Goldwyn-Mayer   |                |           |                     |           |

## Academy Awards
- Beste Film: All Quiet on the Western Front (Universal Studios)
- Beste Acteur: George Arliss in Disraeli
- Beste Actrice: Norma Shearer in The Divorcee
- Beste Regisseur: Lewis Milestone voor All Quiet on the Western Front

## Lijst van films
- Africa Speaks!
- L'Âge d'or
- All Quiet on the Western Front
- Alraune
- Animal Crackers
- Anna Christie
- Another Fine Mess
- Big Boy
- The Big House
- The Big Trail
- Der blaue Engel
- Brats
- The Bride of the Regiment
- Bright Lights
- Call of the Flesh
- Chasing Rainbows
- Children of Pleasure
- Common Clay
- The Cuckoos
- Danger Lights
- The Devil to Pay
- Diepten / Profondeurs
- Disraeli
- The Divorcee
- Dixiana
- Elstree Calling
- Fast and Loose
- Feet First
- Floradora Girl
- Follow the Leader
- Follow Thru
- General Crack
- Golden Dawn
- Good News
- The Green Goddess
- Hell's Angels
- Hold Everything
- The Indians Are Coming
- Ingagi
- Journey's End
- King of Jazz
- The Lady of Scandal
- Leathernecking
- Let Us Be Gay
- The Life of the Party
- Lightnin'
- Lord Byron of Broadway
- Lottery Bride
- Madam Satan
- Mamba
- Mammy
- Melody Man
- Méphisto
- Min and Bill
- Montana Moon
- Morocco
- Murder!
- New Movietone Follies of 1930
- No, No Nanette
- Our Blushing Brides
- Outward Bound
- Paid
- Paramount on Parade
- Peacock Alley
- Prix de beauté
- Puttin' On the Ritz
- Reaching for the Moon
- Redemption
- The Return of Dr. Fu Manchu
- The Rogue Song
- Romance
- The Royal Family of Broadway
- Sarah and Son
- Show Girl in Hollywood
- So This Is London
- Son of the Gods
- Song of the Flame
- Song of the West
- Sunny Skies
- Sweet Kitty Bellairs
- Tom Sawyer
- True to the Navy
- Those Who Dance
- Under a Texas Moon
- The Vagabond King
- Whoopee!
- With Byrd at the South Pole
- Young Man of Manhattan
- Zeemansvrouwen

## Geboren
| Datum               | Naam                   | Beroep                         |
| ------------------- | ---------------------- | ------------------------------ |
| 3 januari († 2015)  | Robert Loggia          | Acteur                         |
| 10 januari († 2009) | Roy Edward Disney      | Filmzakenman                   |
| 11 januari († 2015) | Rod Taylor             | Acteur                         |
| 13 januari          | Frances Sternhagen     | Actrice                        |
| 30 januari          | Gene Hackman           | Acteur                         |
| 27 februari         | Joanne Woodward        | Actrice                        |
| 24 maart († 1980)   | Steve McQueen          | Acteur                         |
| 31 mei              | Clint Eastwood         | Acteur / Regisseur / Producent |
| 16 juni († 2016)    | Vilmos Zsigmond        | Cinematograaf                  |
| 25 augustus         | Sean Connery           | Acteur                         |
| 1 oktober († 2002)  | Richard Harris         | Acteur                         |
| 3 december          | Jean-Luc Godard        | Regisseur                      |
| 11 december         | Jean-Louis Trintignant | Acteur                         |

## Overleden
| Datum        | Naam               | Leeftijd | Beroep                                |
| ------------ | ------------------ | -------- | ------------------------------------- |
| 31 januari   | Dorothy Seastrom   | 26       | Actrice                               |
| 20 februari  | Mabel Normand      | 37       | Actrice                               |
| 7 juli       | Arthur Conan Doyle | 71       | Auteur / Bedenker van Sherlock Holmes |
| 26 augustus  | Lon Chaney         | 47       | Acteur                                |
| 15 september | Milton Sills       | 42       | Acteur                                |
| 15 december  | Diane Ellis        | 20       | Actrice                               |

1870-1879 · 1880-1889 · 1890 · 1891 · 1892 · 1893 · 1894 · 1895 · 1896 · 1897 · 1898 · 1899 · 1900 · 1901 · 1902 · 1903 · 1904 · 1905 · 1906 · 1907 · 1908 · 1909 · 1910 · 1911 · 1912 · 1913 · 1914 · 1915 · 1916 · 1917 · 1918 · 1919 · 1920 · 1921 · 1922 · 1923 · 1924 · 1925 · 1926 · 1927 · 1928 · 1929 · 1930 · 1931 · 1932 · 1933 · 1934 · 1935 · 1936 · 1937 · 1938 · 1939 · 1940 · 1941 · 1942 · 1943 · 1944 · 1945 · 1946 · 1947 · 1948 · 1949 · 1950 · 1951 · 1952 · 1953 · 1954 · 1955 · 1956 · 1957 · 1958 · 1959 · 1960 · 1961 · 1962 · 1963 · 1964 · 1965 · 1966 · 1967 · 1968 · 1969 · 1970 · 1971 · 1972 · 1973 · 1974 · 1975 · 1976 · 1977 · 1978 · 1979 · 1980 · 1981 · 1982 · 1983 · 1984 · 1985 · 1986 · 1987 · 1988 · 1989 · 1990 · 1991 · 1992 · 1993 · 1994 · 1995 · 1996 · 1997 · 1998 · 1999 · 2000 · 2001 · 2002 · 2003 · 2004 · 2005 · 2006 · 2007 · 2008 · 2009 · 2010 · 2011 · 2012 · 2013 · 2014 · 2015 · 2016 · 2017 · 2018 · 2019 · 2020 · 2021 · 2022 · 2023 · 2024 · 2025